# Ed Heck
Ed Heck (* 26. März 1963 in Brooklyn, New York) ist ein US-amerikanischer Pop-Art-Künstler.

## Leben
Der in Brooklyn lebende Ed Heck begeisterte sich schon als Junge für das Zeichnen. Häufig nahm er Bücher als Vorlage, um die Bilder darin abzumalen. Seinem Vater schaute er immer wieder beim Malen über die Schulter oder beide malten gemeinsam. Nach dem Abschluss der Kunstschule (School of Visual Arts, BFA) 1987 war Heck zunächst als Illustrator beim American Museum of Natural History tätig. Außerdem illustrierte er Kinderbücher. Häufig von ihm verwendete Motive sind Hunde, Katzen, Fische. Die von ihm illustrierten Bücher wenden sich vor allem an Vier- bis Achtjährige, die er oft zusammen mit Price Stern Sloan publiziert.
Strichzeichnungen, die er abends zum Entspannen anfertigte, entwickelten sich schon bald zur Leidenschaft. Seine erste Ausstellung  auf der Artexpo 1999 in New York wurde ein großer Erfolg. 2004 gab er seine Anstellung beim American Museum auf und konzentrierte sich von da an auf sein eigenes Kunstunternehmen, „The World of Ed Heck“, das er 1999 gründete hat.
Ed Heck stand früh vor der Wahl, Musiker oder Maler zu werden. Er entschied sich für letztere Alternative, blieb der Musik aber nicht nur in seinen Bildern verbunden: So entwarf er z. B. Bühnen-Outfits für Rock-Bands. Die Illustrationen für das Musikvideo Ow Wee Ka Zow Wee der US-Sängerin Kimmy Schwimmy stammen ebenfalls von Ed Heck.
Seit 2010 kommt Heck regelmäßig nach Deutschland, um seine Kunst bei Ausstellungen in Filialen der Galerie Mensing  persönlich zu präsentieren. Zuletzt war er in Deutschland im April 2022 in der Galerie Mensing in Hannover. Im November 2022 stellte er in der Galerie Hunold in Greven erstmals umfangreich aus und war zur Vernissage persönlich anwesend.

## Kunst
Ed Hecks bunte Comic-Zeichnungen finden bei Kunstsammlern ebenso Zuspruch wie beim breiten Publikum. Viele Betrachter äußern sich verblüfft von dem kindlich-naiven, kecken Charme und den leuchtenden Farben seiner Bilder. Mit einem Schuss Ironie und unbändiger Kreativität präsentiert der Künstler höchst amüsante Charaktere. Sein Notizbuch mit Ideen für seine Bilder hat er immer bei sich. Er arbeitet meist an mehreren Bildern gleichzeitig und malt alles selbst. Für ein Bild benötigt er ca. eine Woche, unabhängig von der Größe. Seine Bilder haben inzwischen über Amerikas Grenzen hinaus Berühmtheit erlangt und begründen seinen Ruhm als gefragter zeitgenössischer Pop-Art-Künstler.

### Illustrationen in der Kinder- und Jugendliteratur

#### Bilderbücher
- Goodnight Dog Price Stern Sloan, 2010. ISBN 978-0-8431-9969-7
- Shape Up, Pup! Price Stern Sloan, 2011. ISBN 978-0-8431-9887-4
- A B C D Eat! Price Stern Sloan, 2011. ISBN 978-0-8431-9885-0
- Color-by-Penguins Price Stern Sloan, 2011. ISBN 978-0-8431-9888-1
- Monster Opposites Price Stern Sloan, 2011. ISBN 978-0-8431-9886-7